# Brick Game
Brick Game, також відома як Тетріс — портативна гральна консоль із роздільністю дисплея 200 пікселів зі встановленим набором ігор без можливості встановлення інших. Розроблена в середині 1980-х років у Китаї як комплексний прототип грі Тетріс, розробленій радянським, а згодом американським програмістом Олексієм Пажитновим.

## Характеристика
Консоль має корпус прямокутної форми, на якому із зовнішнього боку розміщений монохромний рідкокристалічний дисплей з параметрами 20 на 10 пікселів та клавіатура. Зі зворотнього боку розташований звуковий динамік та блок живлення, який зазвичай представлений двома батарейками типу АА. 
Клавіатура складається із восьми клавіш: живлення (ON/OFF), початок гри і пауза (START/PAUSE), вимкнення/увімкнення звуку (SOUND), вибір гри (ROTATE/DIRECTION) та хрестовина із чотирьох клавіш керування, за допомогою яких налаштовуються певні параметри гри (GO, DOWN/GAME, LEFT/LEVEL, RIGHT/SPEED) — найчастіше напрямок руху.

## Програма
Найпопулярніша модель консолей «Е9999», де встановлено 9999 варіацій п'яти ігор: Тетріс (Tetris), Змійка (Snake), Арканоїд (Arkanoid), Танчики (Tanks) та Гонки (Racing). В окремих моделях встановлені два варіанти стрільби (Vertical shooting та Filler shooting), Перетинання (Crossing), Блекджек (Black Jack). У режимі очікування запускається гра у самовідтворенні.Функція збереження гри відсутня, тому кожного разу програма запускається на етапі вибору гри. Серед додаткових функцій представлені вимкнення/увімкнення звуку, вибір рівня гри та збільшення/зменшення швидкості проходження гри. Ігри розташовані за порядком англійської абетки від A до Z, де у свою чергу їх варіації визначаються чисельним варіантом.

## Популярність
У світі консоль була популярна на межі 1980—1990-х років. В Україні та країнах СНД мала особливу популярність з 1990-х по 2000-ні роки під назвою «Тетріс». Народна назва консолі пішла від однойменної гри, яка є її візитівкою. Нині «Brick Game» не має особливої популярності через свою відносну технічну та програмну застарілість, однак і надалі перебуває у виробництві та має своє коло прихильників.